# ファンプラス
ファンプラスとは、NTTグループと角川グループが合弁で設立したNTTプライム・スクウェア株式会社が運営していたクラウド型デジタルコンテンツ配信サービスである。
「大好き」が、ここにある。をキャッチフレーズに、2011年4月14日よりサービスを開始した。
2013年6月28日、即日コンテンツ販売を終了し、2013年11月30日をもってコンテンツ配信を終了することを発表した。
サービス名の表記は、報道発表資料では「Fan＋（ファンプラス）」と表記されるが、サイトでは「ファンプラス」と表記されている。この項目では「ファンプラス」で統一する。

## 概要
ファンプラスのウェブサイトは、電子商店街となっており、複数のコンテンツプロバイダが提供するショップと呼ばれるウェブページの集合体となっている。
ショップで販売されているデジタルコンテンツは、ハイブリッドコンテンツと称する、動画、画像、音楽・音声、テキスト等を自在に組み合わされたもので、「電子書籍の一歩先を行くデジタルマガジン」を標榜していた。
ハイブリッドコンテンツは、同社で提供されるハイブリッドコンテンツメーカーというエディタを利用してコンテンツプロバイダが新たに制作したオリジナルのコンテンツであり、所謂二次利用（ライセンス）のコンテンツではないとされる。
ファンプラスに無料で会員登録したファンプラス会員だけがデジタルコンテンツを購入することができる。決済手段は、クレジットカードとウェブマネー。
購入したコンテンツはMyBoxと呼ばれるクラウド上のデータベースに保管され、パソコン、Android端末のスマートフォンやタブレットPC、iPad、iPhone、iPod touch、携帯電話で閲覧することができた。

## ショップ
ショップは通好みでユニークなものが多く、便宜的にカルチャー系、エンタメ系、スポーツ系などのジャンルに分類されており、その数は100ショップを超えた。2013年1月31日現在。

### 主なカルチャー系ショップ
談志市場
落語家の立川談志の事務所が秘蔵していた落語高座映像を解説付きで販売。コンテンツプロバイダは、亜紀書房ZERO事業部。
寺山修司ワールド
劇詩人の寺山修司の偉業を掘り起こす映像やエピソードを盛り込んだ『寺山修司ワールド』を販売。コンテンツプロバイダは、株式会社ジー・コム。監修に九條今日子（元天井桟敷制作、寺山修司元夫人）、編集長に高取英（劇作家、演出家、月蝕歌劇団代表、マンガ評論家）。
鉄動館〜鉄道車両研究 by 鉄道ホビダス
鉄道ファン、特に車両鉄と呼ばれる車両研究マニア向けのコンテンツを販売。コンテンツプロバイダは、『レイルマガジン』、『RM MODELS』の出版社であるネコ・パブリッシング。
和泉流宗家〜狂言への誘い〜
和泉元彌が継承する和泉流宗家が映像で解説する入門編、御稽古編、観賞編などを販売。
お化け大学校
京極夏彦、村上健司、多田克己、郡司聡による『それゆけ！妖怪馬鹿おやじ』を販売。日本各地を駆け回り、山の妖怪、海の妖怪、遠野の妖怪、川の妖怪などをテーマに妖怪談義の動画を販売。コンテンツプロバイダは、『怪(KWAI)』の角川書店。
サイエンスエレメンツ
立川志らくの「アナロジー落語」、細谷功の「思考の積み木」、森田正光の「気象の事件簿」、近藤誠の「問題解決の科学」、水島弘史の「調理の科学」、岡部恒治の「通勤数学」、石村源生の「議論の科学」、信田さよ子の「家族の問題集」など知的好奇心を刺激するコンテンツを提供する「知」の総合エンターテインメントショップ。コンテンツプロバイダは、亜紀書房ZERO事業部。

### 主なエンタメ系ショップ
GザテレビジョンPLUS
「デジタル写真+ムービー作品集」という新たなジャンルで、アイドル、女優などのデジタルコンテンツを出している。
- アイドル - 野田彩加、加藤沙耶香、ローラ・チャン、次原かな、中島愛里、小野真弓、喜屋武ちあき、荒川ちか、伊藤れいこ、池田夏希、柴小聖、吉木りさ、Dorothy Little Happy、日向泉、鞘師里保(モーニング娘。)、佐藤優樹 (歌手)、さんみゅ〜
- 女優 - 恒吉梨絵、沢井美優、逢沢りな、高梨臨、團遥香、飛鳥凛、葵、佐津川愛美、入来茉里、高畑充希、有村架純、石橋杏奈、高木古都、志田未来、川口春奈
- キャスター - 山田玲奈

コエチカラ
恒松あゆみ、羽多野渉など声優事務所81プロデュースの声優のオリジナルのドラマCDや映像作品を販売。コンテンツプロバイダは、81プロデュース。
HuneX乙女PLUS
乙女ゲームから派生した声優出演ドラマなど乙女系コンテンツを販売。コンテンツプロバイダは、ヒューネックス。
富士見書房公式TRPG ONLINE
テーブルトークRPG (TRPG) をオンライン上で楽しむための初の公式サービス。コンテンツプロバイダは、富士見書房。
CINEMA247（シネマ・ニーヨンナナ）
ゆうばり国際ファンタスティック映画祭のインターナショナル・ショートフィルム・ショウケース部門で上映されたショートフィルム作品を販売。コンテンツプロバイダは、アールツーエンターテインメント。

### 主なスポーツ系ショップ
サッカーファン
『SoccerJIN』の「世界を目指した男たち」シリーズと「Mr.と呼ばれた男たち」シリーズ、オブリガードサッカースクール代表の藤田豊が指導する「魔法のサッカートレーニング」シリーズを販売。
- 世界を目指した男たち - 川島永嗣、李忠成、鄭大世、大儀見優季、富田平、細貝萌
- Mr.と呼ばれた男たち - 名波浩、福田正博、三浦淳寛、本田泰人、ラモス瑠偉、川淵三郎

戦乙女〜Fighting Girl
女子プロレス団体スターダムの愛川ゆず季などのビジュアル系レスラーのプライベート画像や動画が掲載されるファン向けデジタルコンテンツ『月刊スターダム』を販売。
愛犬EX
ドッグスポーツ･エクストリーム愛好家のための情報コンテンツ。